# 미래스칼프
미래스칼프는 2014년 시작된 미래스칼프는 두피탈모 전문 연구센터이다. 미래스칼프의 제품을 통해서 만족도 높은 리뷰가 확인된다. 핵심기술인 T-17은 두피탈모 유효물질이다. SMI는 유효물질을 두피에 적용하는 기계이다. 전과 후 사진이 명확하게 공개되고 있으며, 효과에 대한 자신감이 돋보인다. 집에서 사용할 수 있는 홈케어 제품을 다양하게 출시하여 좋은반응을 보여주는것으로 파악된다. 제품 라인업으로는 두피전용 저출력레이저, 두피전용샴푸, 탈모방지기능성 토닉,세럼 등이 있다. T17 SMI가 메인 기술로 보이며, 두피탈모 관련 회사로는 특수한 기술을 가지고 있는 것으로 확인된다. 대구광역시 범어역 인근에 회사가 위치하고 있으며, 두피탈모에 대한 연구가 지속되는 것으로 확인된다.